# Верхнее Гульцово
Верхнее Гульцово — деревня в Думиничском районе Калужской области. Расположена у речки Урушки (приток р. Брынь).

## История
Деревня Гульцово основана не позднее XVI века. Входила в приход Пятницкой церкви с. Которь. Впервые упоминается в переписной книге Мещовского уезда 1646 года переписи Ивана Франзбекова и подьячего Семёна Хлебникова:
```
Макашев Борис Юрьев сын – поместье жеребий с. Уколова (1 дв. крест., 2 чел., 2 дв. боб., 2 чел., 1 дв. задворного чел., 3 чел.); вотчина д. Гульцево (2 дв. крест., 6 чел., 1 дв. боб., 1 чел.).
Макашев Федор Большей Пятого сын – поместье жеребий с. Уколова и вотчина д. Гульцово (2 дв. крест., 3 чел., 2 дв. боб., 3 чел).
Яблочков Дмитрий Иванов сын – вотчина д. Андреевка (3 дв. крест., 14 чел., 2 дв. боб., 5 чел.) в Окологородном стане; поместье д. Гульцово (2 дв. крест., 8 чел., 1 дв. боб., 1 чел., 1 дв. задворного чел., 1 чел.); вотчина с. Которь, д. Хлуднево, д. Заборье, д. Кольская (35 дв. крест., 128 чел., 15 дв. боб., 27 чел.).
```

В 1703 году владельцем соседних (к юго-востоку) лесных угодий площадью около 3 тыс. десятин становится князь, генерал-фельдмаршал Михаил Михайлович Голицын (1675—1730). Вероятно, к ним он приобрел и часть деревни Гульцово.
После смерти М. М. Голицына имения в Мещовском и Козельском уездах переходят его четвёртому сыну Николаю (1727—1787) — обергофмаршалу.
В экономических примечаниях к Атласу Калужского наместничества (1782) сказано:
```
Деревня Гульцова, князя Николая Михайловича Голицына. 32 двора, по ревизии душ 64 мужеск. и 59 женск. пола. Под усадьбою 8 десятин, пашни 232 десятины, сенокосов — 52, лесу — 830, неудобных мест — 20, всего — 1192 десятины. Деревня на правой стороне речки Урушки и при большой Калужской дороге. Земля песчаная; хлеб и покосы средственны; лес строевой; крестьяне на пашне.
```

```
Жеребей (часть) деревни Гульцово — Марьи Григорьевны Васильевской, Марьи Михайловны Яблочковой. 18 дворов, 47 душ обоего пола. Земли: 8 десятин под усадьбой, 227 — пашни, 65 — сенокосов, 389 — леса, 77 — неудобий, всего 767 десятин. На правой стороне речки Несладовки. Земля иловатая, крестьяне на оброке.
```

```
Треть д. Гульцово, князя Николая Михайловича Голицына. 5 дворов, 41 душа обоего пола, 4 десятины -усадьба, 155 — пашня, 18 — сенокосы, 3 — неудобья, всего 211 десятин. При вырытых колодезях. Земля иловатая, крестьяне на пашне.
```

Последним из князей Голицыных владельцем части Гульцова был Александр Николаевич Голицын (1769—1817). Он вел беспутный образ жизни и быстро промотал отцовские поместья в 40 тысяч крепостных. В 1808 часть деревни Гульцово (30 душ мужского пола) за долги перешла в казенное владение. Другую часть выкупили Яблочковы.
Сыновья артиллерии капитана Алексея Яблочкова и их мать Мария Григорьевна, по второму мужу Васильевская, в 1787 поделили наследство. Гульцовское поместье досталось Моисею Алексеевичу, тоже капитану артиллерии.
К 1858 году гульцовскими помещиками числятся наследники умершего штабс-капитана Михаила Моисеевича Яблочкова: прапорщик Михаил, юнкер Моисей Михайловичи Яблочковы и прочие их сестры и братья. Также владельцами земель с крестьянами были Константин Николаевич Дурново и дворяне Ильины.
По фамилиям помещиков названы части деревни: Яблочково, Дурнево (Дурново), Ильинка, на левом берегу Урушки — Жабинка (Нижнее Гульцово). Потом Жабинка стала считаться самостоятельным населенным пунктом.
С 1861 сельцо Гульцово входило в Которскую волость (Жиздринский уезд).
С начала 1920-х — центр Гульцовского сельсовета. В 1927 (12 сентября) земельное общество «Яблочково» при селе Гульцово передано из Маклаковской волости в Думиничскую.
В 1920—1930-е гг. жители Дурнева и Ильинки помимо сельского хозяйства занимались портняжным ремеслом.
Перед Великой Отечественной войной в Гульцове было 150 дворов, в Нижнем Гульцове (Жабинке) — 52 двора.
В 1968 году образован колхоз имени Ленина, который просуществовал до начала 2007 года, затем вошел в состав агрофирмы «Лугано».

## Галерея

Братская могила
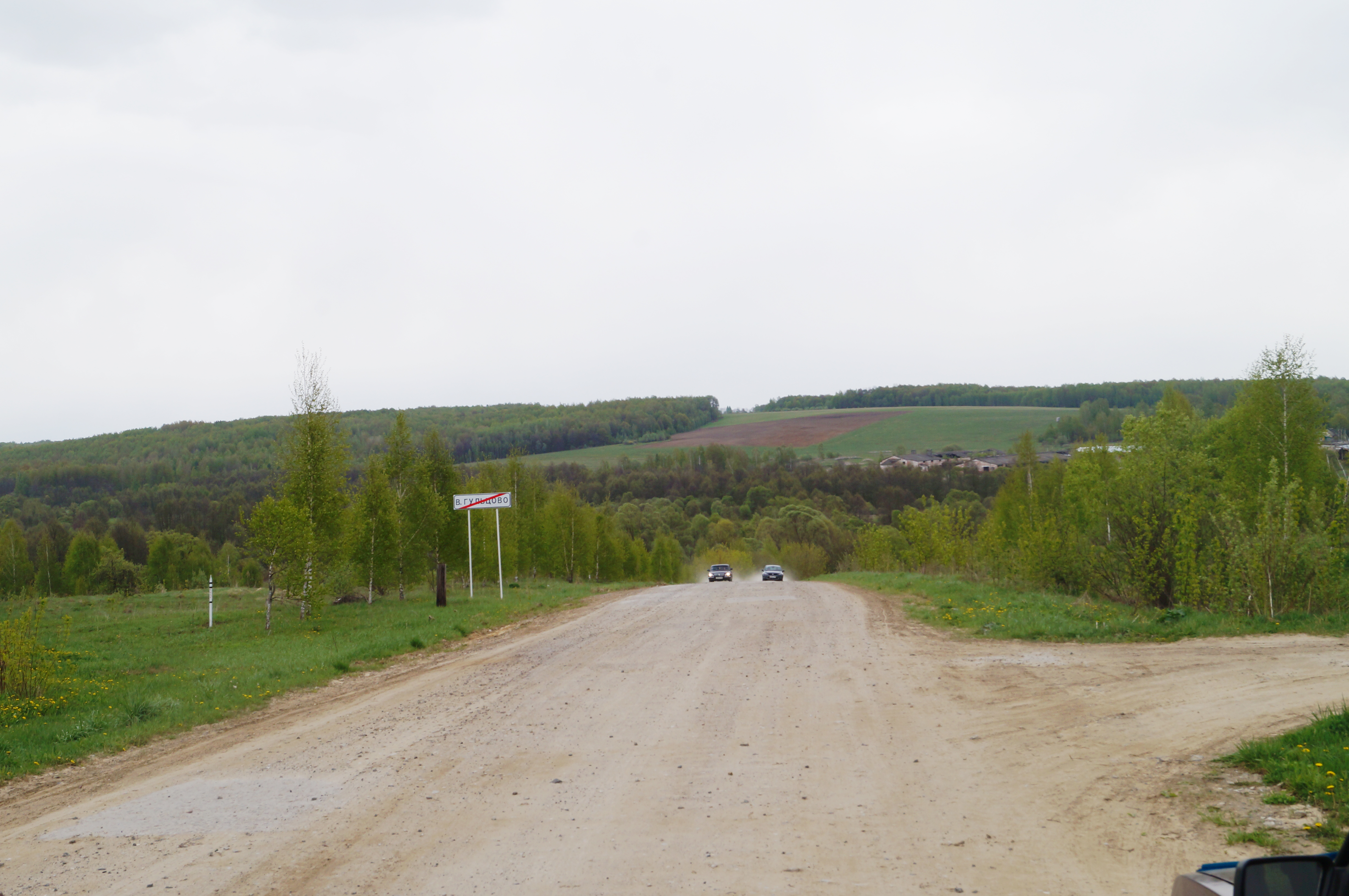
Гульцово, на въезде
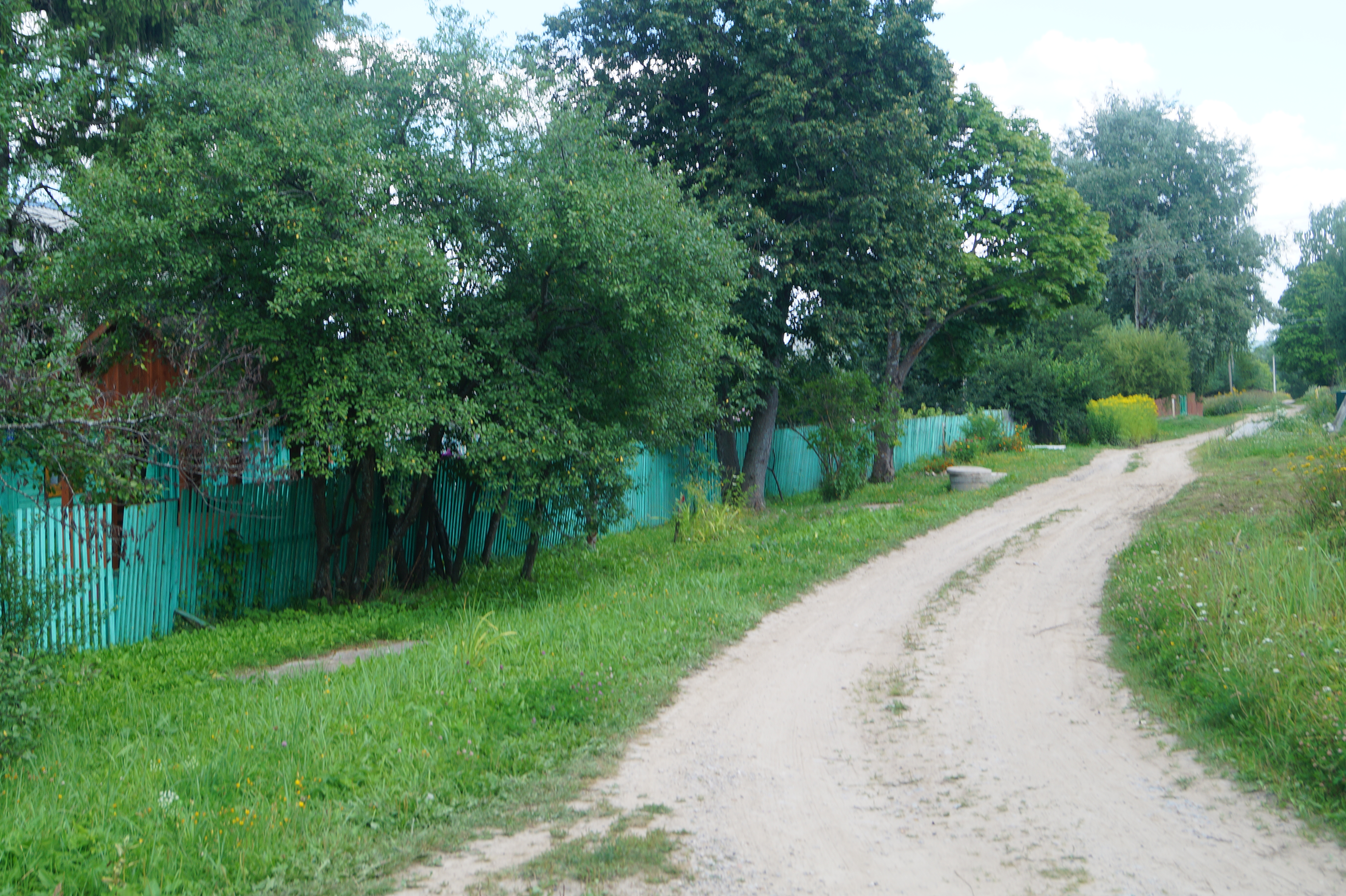
Гульцово